# Omar Gonzalez
Omar Gonzalez (Dallas, 11 de outubro de 1988) é um futebolista norte-americano que atua como zagueiro. Atualmente defende o Toronto FC.

## Carreira

### Universidade
Gonzalez começou sua carreira no Dallas Texans Soccer Club, e jogou futebol universitário pela Universidade de Maryland onde ganhou o campeonato nacional em 2008.

### Profissional
Gonzalez foi draftado em 2009 pelo Los Angeles Galaxy. Desde o começo da temporada foi figura principal no time titular, marcando seu primeiro gol como profissional em abril do mesmo ano. Foi nomeado o "novato do ano" ajudando o Galaxy a se recuperar de péssima campanha na temporada passada.
Gonzalez continou seu bom futebol em 2010. Foi nomeado para o All-Star Game como também foi nomeado como um dos 11 melhores jogadores da MLS. Ajudou o Galaxy a ganhar o Supporters' Shield pela primeira vez desde 2002. Mesmo assim o Galaxy não ficou com o título da MLS Cup, perdeu para o FC Dallas nas finais de conferência.
Em 2011, junto com seu companheiro de universidade A. J. DeLaGarza, Gonzalez liderou o Galaxy para a terceira melhor defesa da história da MLS, deixando passar um total de apenas 28 gols em 34 partidas. Após ganhar novamente o Supporters' Shield, o Galaxy venceu o Houston Dynamo para ficar com o título da MLS Cup de 2011. Foi nomeado como o melhor defensor da temporada.
Em janeiro de 2012, foi emprestado para o Nuremberg, time que disputa a Bundesliga, até meio de fevereiro. Durante sua primeira sessão de treino com seu novo clube, Gonzalez sofreu uma grave confusão após colisão com seu companheiro de seleção Timothy Chandler. Ele imediatamente voltou para os Estados Unidos para fazer a cirurgia de recuperação. Após perder a primeira parte da Temporada 2012 da MLS, Gonzalez re-estreou em julho, jogando apenas o primeiro tempo na derrota por 2-1 para o Philadelphia Union. Gonzalez foi o homem da partida na MLS Cup de 2012, partida que acabou 3-1 para o Galaxy. Ele marcou o gol de empate aos 15 minutos do segundo tempo.
Em 3 de junho de 2019 acertou sua transferência para o Toronto FC.

### Internacional
Gonzalez representou os Estados Unidos pelo sub-17 e sub-18. Em 2005 disputou Campeonato Mundial de Futebol Sub-17 no Peru, e em 2007 representou a seleção americana sub-18 nos Jogos Pan-Americanos, marcando duas vezes na derrota para a Bolívia por 4-2.
Em 22 de dezembro de 2009, recebeu sua primeira convocação para a seleção principal. Em 10 de agosto estreou com a camisa norte-americana em um amistoso contra o Brasil.

## Títulos
Los Angeles Galaxy
- Major League Soccer Supporters' Shield (2): 2010, 2011
- Major League Soccer Western Conference Championship (2): 2009, 2011
- MLS Cup (2): 2011, 2012

Universidade de Maryland
- NCAA Division I Men's Soccer Championship (1): 2008

Pachuca
- Liga MX: Clausura 2016
- Liga dos Campeões da CONCACAF: 2016–17

Seleção Estadunidense
- Copa Ouro da CONCACAF: 2013, 2017

Individual
- MLS Rookie of the Year: 2009
- MLS Defender of the Year: 2011
- MLS Best XI of the Year: 2010, 2011
- MLS Cup MVP: 2012